# Estación de Pully
La estación de Pully es la principal estación ferroviaria de la comuna suiza de Pully, en el Cantón de Vaud.

## Situación
Se encuentra ubicada en el centro del núcleo urbano de Pully. En la comuna existe otra estación ferroviaria, Pully-Nord, situada en la zona norte del núcleo urbano de la ciudad. Cuenta con dos andenes laterales a los que acceden dos vías pasantes.
En términos ferroviarios, la estación se sitúa en la línea Lausana - Brig. Sus dependencias ferroviarias colaterales son la estación de Lausana, inicio de la línea y la estación de Lutry en dirección Brig.

## Servicios ferroviarios
Los servicios ferroviarios de esta estación están prestados por SBB-CFF-FFS.

### RER Vaud
La estación forma parte de la red de trenes de cercanías RER Vaud, que se caracteriza por trenes de alta frecuencia que conectan las principales ciudades y comunas del cantón de Vaud. Por ella pasan dos líneas de la red:
- S 1 Yverdon-les-Bains - Lausana - Vevey - Montreux - Villeneuve.
- S 3 Allaman - Morges - Lausana - Vevey - Montreux - Villeneuve.